# Aleuron carinata
Espèce
Aleuron carinata est une espèce de lépidoptères (papillons) de la famille des Sphingidae, sous-famille des Macroglossinae, de la tribu des Dilophonotini et du genre Aleuron .  

## Description
L'envergure des ailes varie de 62 à 86 mm. L'espèce se distingue facilement de toutes les autres espèces d'Aleuron (sauf Aleuron cymographum) par les ceintures noires sur les marges antérieures des segments abdominaux dorsaux;

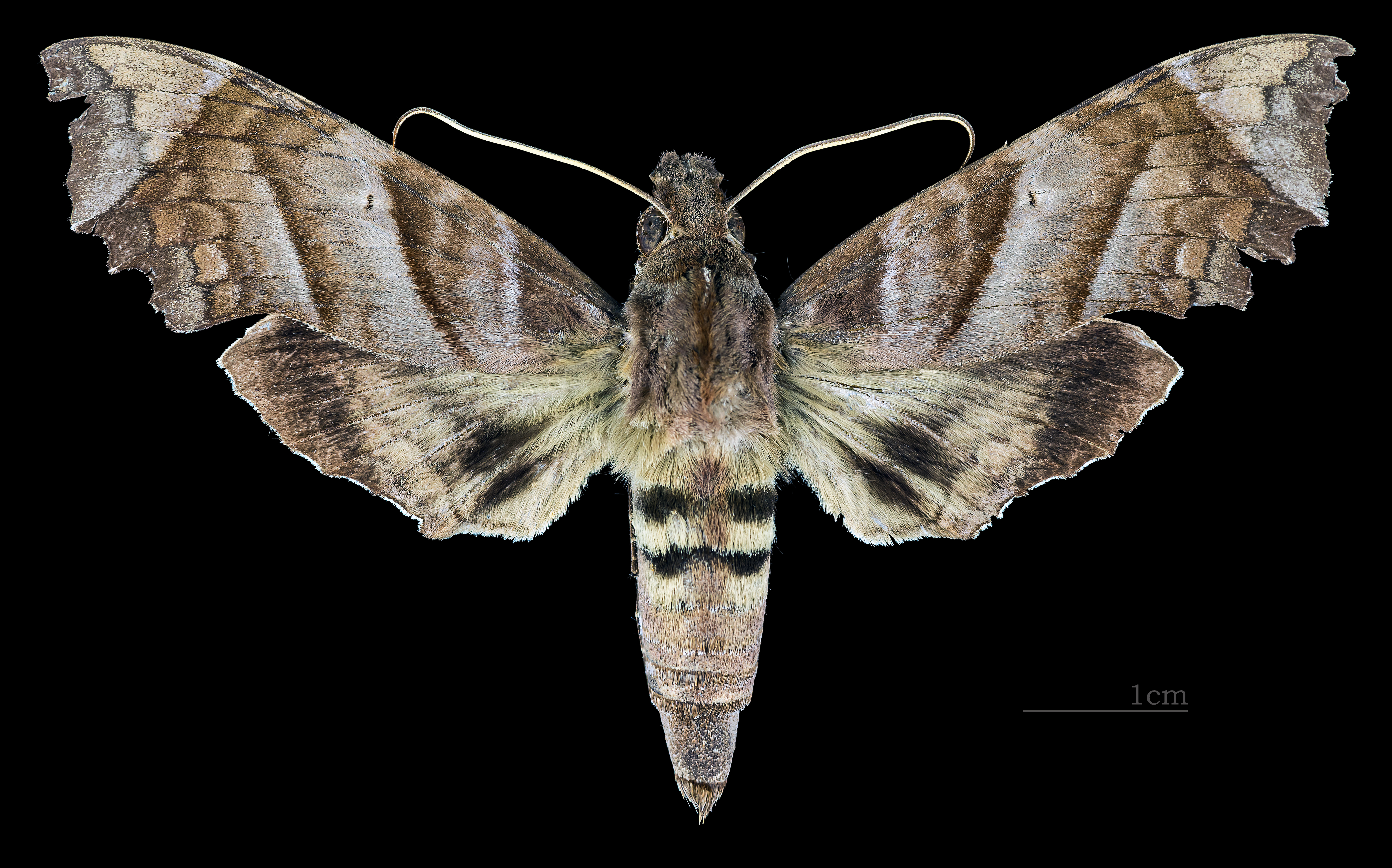
Vue dorsale de la femelle (coll.MHNT)
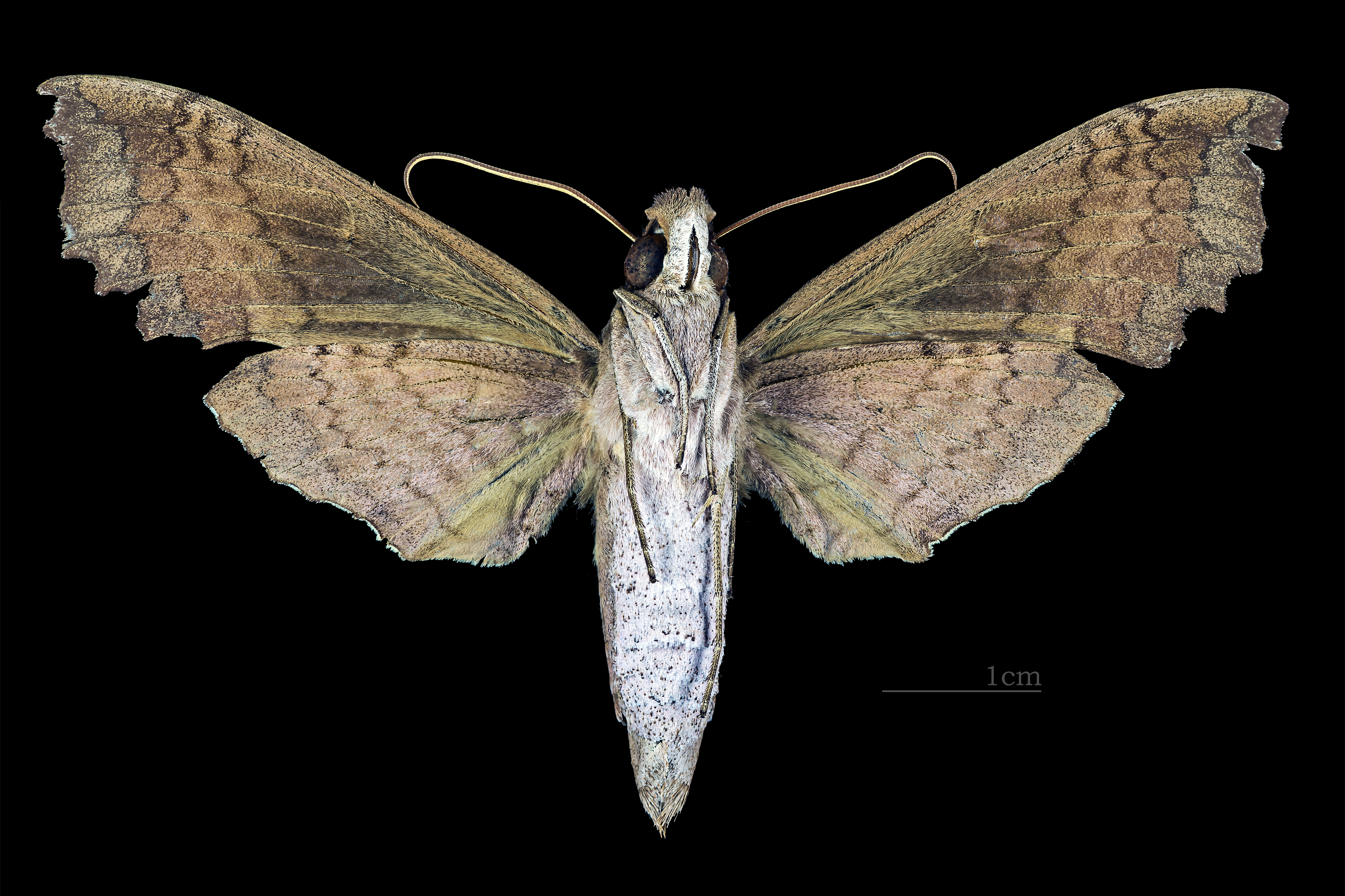
Vue ventrale de la femelle (coll.MHNT)

## Répartition et habitat
Répartition
L'espèce est connue dans le Sud du Mexique, au Panama, Venezuela, Brésil, Pérou, Bolivie, Costa Rica, Belize et Équateur.

## Biologie
- Les adultes volent au moins de juillet à janvier au Costa Rica, et au Panama en juin.

- Les chenilles se nourrissent sur Doliocarpus dentatus, Curatella americana et probablement d'autres espèces de Dilleniaceae.

## Systématique
- L'espèce  Aleuron carinata a été décrite par l'entomologiste britannique Francis Walker en 1856, sous le nom initial d'Enyo carinata[1].
- La localité type est l'état de Pará au Brésil.

### Synonymie
- Enyo carinata Walker, 1856 Protonyme
- Gonenyo carinata
- Aleuron carinatum
- Tylognathus philampeloides Felder, 1874[2]
- Aleuron orophilos Boisduval, [1875]